# Артикуляция (музыка)
Артикуля́ция (от лат. articulo — расчленяю, членораздельно произношу) — способ исполнения последовательного ряда звуков при игре на музыкальном инструменте или при пении вокальных партий. Музыкальная артикуляция аналогична артикуляции речи, а в эпоху барокко и классицизма она преподавалась по аналогии с ораторским искусством.
Артикуляцию следует отличать от фразировки — средства выразительности, заключающееся в выделении музыкальных фраз. Хуго Риман в отношении разграничения этих терминов писал, что артикуляция «есть нечто техническое, механическое», а фразировка — «нечто идеальное, умопостигаемое». Теодор Вимайер в отношении фразировки указывал, что она в словесной речи соответствует пунктуации и служит для расчленения мыслей, в то время как артикуляция сходна с произношением отдельных слов и необходима для «группирования» внутри фразы. Карл Маттеи выразился по этому вопросу следующим образом: фразировка — это «установление расчленения в музыкальной ткани», она подобна тому, как в словесной речи происходит разделение предложение знаками препинания. В отличие от неё артикуляция служит для соединения и разъединения отдельных частей (тонов) музыкальной фразы. «Артикуляция хороша, если мысль декламируется соответственно своему содержанию, и каждому тону соответствует определённая,  необходимая в данном случае связывающая или расчленяющая манера удара», — конкретизировал свою мысль Маттеи. Герман Келлер также высказывался на эту тему путём указания на аналогии со словесной речью и разным характером этих музыкальных средств: «Фразировка определяет ход мыслей, артикуляция определяет выражение мелодии через применение легато и стакатто».

## Приёмы
Технически артикуляция связана с различными приёмами:
- движения руки, плеча или кисти;
- удара пальцев и их последующего освобождения;
- ведения смычка или плектра; или
- с применением органов речи (в пении).

## Виды артикуляции
Виды артикуляции:
- легатиссимо — очень связно;
- легато — связно;
- стаккато — отрывисто;
- нон легато — не связно;
- стаккатиссимо — очень остро, отрывисто;
- маркато — чётко, отчётливо;
- мартелато — 1) на смычковых инструментах — штрих, при котором каждый звук извлекается быстрым и твёрдым движением смычка в разные стороны с резкой остановкой; 2) на фортепиано — стаккато большой силы;
- пиццикато — щипком;
- портато — подчёркивая звуки, но не связывая их;
- портаменто — быстрое и малозаметное скольжение от одного звука к другому;
- глиссандо — яркое и заметное скольжение от одного звука к другому;
- фермата — знак музыкальной нотации, предписывающий исполнителю увеличить по своему усмотрению длительность звука.